# Anton Bittner
Anton Bittner (* 30. Juli 1820 in Melk; † 7. Juni 1881 in Wien) war ein österreichischer Schauspieler, Volksschriftsteller und Librettist.

## Leben
Über Bittners Leben ist nur wenig bekannt. Er begann seine Bühnenlaufbahn als Statist am Theater in der Josefstadt, dann ging er als Schauspieler an einige norddeutsche Provinzbühnen. Um 1850 kehrte er nach Wien zurück, ab 1860 schrieb er – meist nicht besonders erfolgreiche – Volksstücke und Libretti. Im Jahre 1876 begann bei ihm eine Geisteskrankheit einzusetzen, die es ihm unmöglich machte, seinen Beruf weiter auszuüben. Er wurde in die Niederösterreichische Landesirrenanstalt am Brünnlfeld eingewiesen. 
Anton Bittner liegt auf dem Wiener Zentralfriedhof begraben.
Die beiden 1858 von Bittner geschriebenen Einakter Alles mit Dampf und Der Eisstoß wurden am 29. April zusammen mit Johann Nestroys ebenfalls einaktiger Posse Verwickelte Geschichte! im Carltheater uraufgeführt, jedoch hatten sie keinen Publikumserfolg zu verzeichnen und wurden von der Kritik verrissen. Bittners Einakter Zimmer und Cabinet zu verlassen, eine Bearbeitung von Hermann Salingrés Stück, war zusammen mit zwei weiteren Einaktern Teil der Premiere von Nestroys gekürztem Werk Umsonst! am 4. Jänner 1858.

## Werke (auszugsweise)
- 1858: Die Natur-Grille, Berlin (zusammen mit Moritz Engländer)
- 1860: Möbelfatalitäten, Wien
- 1861: Die Milch der Eselin, Wien (zusammen mit Charles Dupeuty)
- 1862: Nur keine Protection, Wien (Musik von Carl Binder)
- 1862: Der dreizehnte Mantel, Wien (Musik von Carl Binder)
- 1862: Domestikenstreiche, Wien (Musik von Carl Binder)
- 1865: Eine leichte Person, Wien (Musik von August Conradi)